# Takaeang Village
Takaeang Village är en ort i Kiribati.   Den ligger i örådet Aranuka och ögruppen Gilbertöarna, i den södra delen av landet, 140 km sydost om huvudstaden Tarawa. Takaeang Village ligger 11 meter över havet och antalet invånare är 320.
Terrängen runt Takaeang Village är mycket platt.  Närmaste större samhälle är Buariki Village, 8,4 km öster om Takaeang Village. 